# Rainer Dotzauer
Rainer Dotzauer (* 24. Juli 1947) ist ein ehemaliger deutscher Handballtrainer und -funktionär.

## Werdegang
Dotzauer, der als Spieler für den TSV Dutenhofen auflief und die Mannschaft später als Trainer in der Regionalliga betreute, wurde im Frühjahr 1982 als Nachfolger von Klaus Meineke Trainer des Bundesligisten TV Hüttenberg. Er blieb bis 1985 im Amt.
Von 1985 bis 1990 trainierte er den TSV Dutenhofen und von 1990 bis 1993 den TV Gelnhausen. Ab 1993 war der als Finanzbeamte beruflich tätige Dotzauer bei der HSG Dutenhofen/Münchholzhausen (später HSG Wetzlar) als Sportlicher Leiter im Amt. Da die Mannschaft eine Schuldenlast im sechsstelligen D-Mark-Bereich aufwies, gehörte der Abbau der geldlichen Misslage zu seinen vorrangigen Aufgaben. Im Februar 1997 erlitt Dotzauer während eines Spiels in Solingen einen Schlaganfall. In seine Amtszeit fiel der Bundesliga-Aufstieg 1998. Im Dezember 2009 ereilte ihn ein weiterer Schlaganfall, er gab 2010 sein Amt als Sportlicher Leiter der HSG ab, blieb aber beratend für die Mannschaft tätig. „Rainer Dotzauer war bis zu seinem Ausscheiden eine, wenn nicht die schillerndste Figur des heimischen Männerhandballs“, schätzte ihn die Gießener Allgemeine 2017 ein. Von 2000 bis 2017 war er zweiter Vorsitzender des TSV Dutenhofen.